# Roquetas de Mar
Roquetas de Mar je obec ve španělské provincii Almería v autonomním společenství Andalusie. Žije zde přibližně 109 tisíc obyvatel, je tedy druhým nejlidnatějším městem provincie. Nachází se 21 km od hlavního města provincie, Almeríe a 30 km od letiště v Almeríi.
Město je známým turistickým letoviskem střední velikosti a je také cílem jedné z etap španělského cyklistického závodu Vuelta a España.